# Війна за незалежність Литви
Війна за незалежність Литви, в Литві Боротьба за свободу (лит. Laisvės kovos) — серія з трьох військових конфліктів між прихильниками незалежності Литви і РСФСР (грудень 1918 — серпень 1919), білогвардійцями (26 липня 1919 — 15 грудня 1919) і Польщею (1 грудня 1920 — 7 жовтня 1920).

## Передумови
Після поділів Речі Посполитої в 1795 році територія Великого князівства Литовського була приєднана до Російської імперії. У XIX столітті виникло литовське національне відродження — громадський рух за створення незалежної національної держави.
Під час Першої світової війни територія Литви була окупована Німеччиною в 1915 році. Окупація тривала до кінця війни в листопаді 1918 року. 16 лютого 1918 року Державна рада Литви оголосила декларацію про відновлення незалежності держави, відрікшись від правонаступництва інших країн. Декларація утверджувала право на самовизначення, тобто створення держави всередині етнічних литовських територій. Публікація Акту про незалежність була спочатку пригнічена німецькою окупаційною владою, але 23 березня 1918 німці визнали декларацію; їх плани змістилися до створення мережі союзних країн (Mitteleuropa) — зокрема, Литовського королівства. Проте, Німеччина не дозволила Раді створити власні збройні сили, поліцейські сили, громадянські інститути.
11 листопада 1918 року Німеччина підписала перемир'я на Західному фронті і офіційно програла війну і втратила контроль над Литвою. І було створено перший литовський національний уряд, на чолі якого був Аугустінас Вольдемарас. Вольдемарас прийняв декларацію, що Литві не будуть потрібні військові сили, тому що він не планував брати участь у війні, і що лише була необхідна поліція. Але незабаром почалися збройні конфлікти.

## Формування армії
Перший законодавчий акт про створення армії було прийнято 23 листопада 1918 року. Його виконання відбувалося повільно через відсутність фінансування, озброєння, боєприпасів і досвідчених офіцерів.
20 грудня Антанас Сметона і Аугустінас Вольдемарас вирушили до Німеччини з проханням про допомогу. Німеччина виплатила литовському уряду сто мільйонів марок репарацій. Організація нової литовської армії проходила за допомогою фахівців з німецької армії. Відхід Сметони і Вольдемараса зі своїх постів створили складну внутрішньополітичну ситуацію.
Став прем'єр-міністром Литви і сформував кабінет Миколас Слежявічюс 26 грудня 1918 року. Сприймаючи безпосередню загрозу державі, він видав прокламацію кілька днів по тому. Він запросив добровольців приєднатися до армії для оборони країни. Литовським добровольцям, які погодилися приєднатися до збройних сил, обіцяли безкоштовну землю. Виконуючи свої зобов'язання по перемир'ю підтримувати незалежність Литви, Німеччина спочатку спробувала організувати волонтерські сили від частин, що залишилися на території Литви, але ці спроби не увінчалися успіхом. Агенти були відправлені до Німеччини, щоб вербувати добровольців обманним шляхом. Незабаром підрозділи добровольців сформувалися, добровольцям платили 5 марок в день і ще 30 марок щомісяця.
Перші підрозділи з Німеччини почали прибувати в Литву в січні 1919 року. До кінця січня 400 добровольців були розміщені в Алітусі, Іонаві, Кедайняї і Каунасі. Вони лягли в основу 46-й Саксонської дивізії, перейменованої в березні в Південнолитовську саксонську добровольчу бригаду. Бригада складалася з 18, 19, і 20-го полків. Останній з них, також відомий як Freikorps («Вільний корпус»), покинув Литву в липні 1919 року. Після успішної спроби формування сил добровольців для захисту литовських територій, 5 березня 1919 року було оголошено мобілізацію. Призову підлягали чоловіки, які народилися в 1897–1899 роках.
В кінці літа 1919 року литовська армія налічувала близько 8000 чоловік. Під час наступних боїв втрати склали 1 700 убитими, 2600 пораненими, 800 зникли безвісти. Історик Альфонсас Ейдінінтас говорить про 1 444 убитих.

## Війна з білогвардійцями
Білогвардійці під командуванням Павла Бермонта і офіційно відомі як Західна добровольча армія, були змішаним німецько-російським формуванням. Армія складалася з російських військовополонених, випущених Німецькою імперією, на умовах боротьби проти більшовиків у громадянській війні в Росії, і солдат Freikorps («Вільного корпусу»), дислокованих в Латвії та Литві, після поразки Німеччини в Першій світовій війні. Офіційною метою була боротьба з більшовиками разом з силами Олександра Колчака, але фактично виконувалися завдання по збереженню німецької влади на територіях, зайнятих німцями під час Першої світової війни. Спочатку сили Західної добровольчої армії воювали в основному в Латвії, але в червні 1919 року вони перетнули литовсько-латвійський кордон і взяли місто Куршенай. У той час литовці воювали з більшовиками і могли видавати тільки ноти протесту. У жовтні білі зайняли значні території на заході Литви (Жемайтія), в тому числі такі міста, як Шяуляй, Біржай і Радвілішкіс. На зайнятих територіях офіційною вважалась лише російська мова.На зайнятих білогвардійцями територіях литовці організовували партизанські загони. У жовтні 1919 року литовські війська почали наступ на білі сили, досягнувши важливих перемог 21 листопада і 22 листопада біля Радвілішкісу, великого залізничного вузла. Литовці зібрали значні трофеї там, в тому числі 30 літаків і 10 знарядь. Пізніше зіткнення були зупинені втручанням представника Антанти, французького генерала Анрі Нісселя, який стежив за виведенням німецьких військ. До 15 грудня 1919 року бермонтовці були повністю виведені з Литви.

## Заколот Желіговського
З негласної санкції Юзефа Пілсудського за наказом Люціана Желіговського формально вийшли з керування польському командуванню війська 1-й Литовсько-білоруської дивізії зайняли Вільнюс (9 жовтня 1920) і частина південно-східної Литви. На зайнятих територіях було утворено самостійну державу, формально незалежне від Польщі — Серединна Литва.